# Славянское (Джанкойский район)
Славя́нское (до 1945 года Шири́н Славя́нский; укр. Слов'янське, крымскотат. Slavân Şirin, Славян Ширин) — село в Джанкойском районе Республики Крым, входит в состав Просторненского сельского поселения (согласно административно-территориальному делению Украины — Просторненского сельского совета Автономной Республики Крым).

## Население
| 2001 | 2014 |
| ---- | ---- |
| 66   | ↘42  |

Всеукраинская перепись 2001 года показала следующее распределение по носителям языка
| Язык             | Процент |
| ---------------- | ------- |
| русский          | 62.12   |
| украинский       | 19.7    |
| крымскотатарский | 15.15   |

### Динамика численности
| - 1900 год — 59 чел. - 1915 год — 121/58 чел. - 1926 год — 141 чел. - 1939 год — 164 чел. | - 1989 год — 151 чел. - 2001 год — 66 чел. - 2009 год — 49 чел. - 2014 год — 42 чел. |

## Современное состояние
На 2017 год в Славянском числится 1 улица — Славянская; на 2009 год, по данным сельсовета, село занимало площадь 55,4 гектара на которой, в 18 дворах, проживало 49 человек. Славянское связано автобусным сообщением с райцентром, городами Крыма и соседними населёнными пунктами.

## География
Славянское — село на востоке района, в степном Крыму, у берега одного из осыхающих заливов Сиваша, высота центра села над уровнем моря — 5 м.
Ближайшие сёла: Апрелевка — в 2,5 километрах на восток, Просторное в 2,1 километра на юг, Нижние Острожки и Новофёдоровка — в 2,7 и 3,5 км на юго-запад. Расстояние до райцентра — около 27 километров (по шоссе), там же ближайшая железнодорожная станция. Транспортное сообщение осуществляется по региональным автодорогам 35Н-180 Победное — Славянское и 35Н-169 Азовское — Стефановка (по украинской классификации — С-0-10456 и С-0-10445).

## История
Судя по доступным историческим документам, Ширине Славянский был основан в 1890-х годах, поскольку впервые встречается в «…Памятной книжке Таврической губернии на 1900 год», согласно которой в Ширине Славянском, Ак-Шеихской волости Перекопского уезда, числилось 59 жителей в 13 дворах. По Статистическому справочнику Таврической губернии. Ч.II-я. Статистический очерк, выпуск пятый Перекопский уезд, 1915 год, в деревне Ширин (славянский) Ак-Шеихской волости Перекопского уезда числилось 16 дворов(14 дворов с землёй, 2 — безземельные) с русским населением в количестве 121 человек приписных жителей и 58 — «посторонних», из которых 102 мужчины и 67 женщин. Жители владели 1154 десятинами удобной земли. В хозяйствах имелось 147 лошадей, 290 волов, 79 коров и 300 голов мелкого скота.
После установления в Крыму Советской власти, по постановлению Крымревкома от 8 января 1921 года № 206 «Об изменении административных границ» была упразднена волостная система и в составе Джанкойского уезда был создан Джанкойский район. В 1922 году уезды преобразовали в округа. На карте Крымского статистического управления 1922 года Село обозначено, как Ширин Русский. 11 октября 1923 года, согласно постановлению ВЦИК, в административное деление Крымской АССР были внесены изменения, в результате которых округа были ликвидированы, основной административной единицей стал Джанкойский район и село включили в его состав. Согласно Списку населённых пунктов Крымской АССР по Всесоюзной переписи 17 декабря 1926 года, в селе Ширин (славянский), в составе упразднённого к 1940 году Антониновского сельсовета Джанкойского района, числилось 32 двора, из них 28 крестьянских, население составляло 141 человек, из них 135 русских, 4 украинца и 2 грека. После образования в 1935 году Колайского района село включили в его состав. По данным всесоюзной переписи населения 1939 года в селе проживало 164 человека.
После освобождения Крыма от фашистов в апреле, 12 августа 1944 года было принято постановление № ГОКО-6372с «О переселении колхозников в районы Крыма» и в сентябре 1944 года в район приехали первые новоселы (162 семьи) из Житомирской области, а в начале 1950-х годов последовала вторая волна переселенцев из различных областей Украины. Указом Президиума Верховного Совета РСФСР от 21 августа 1945 года Ширин-Славянский был переименован в Славянское и Ширин-Славянский сельсовет — в Славянский. С 25 июня 1946 года Славянское в составе Крымской области РСФСР, а 26 апреля 1954 года Крымская область была передана из состава РСФСР в состав УССР. В 1960 году сельсовет был упразднён и село включили в состав Просторненского. Указом Президиума Верховного Совета УССР «Об укрупнении сельских районов Крымской области», от 30 декабря 1962 года Азовский район был упразднён и село возвратили в состав Джанкойского. По данным переписи 1989 года в селе проживал 151 человек. С 12 февраля 1991 года село в восстановленной Крымской АССР, 26 февраля 1992 года переименованной в Автономную Республику Крым. С 21 марта 2014 года в составе Крыма аннексировано Россией.